# Lijst van beelden in Cuijk
Dit is een (onvolledige) chronologische lijst van beelden in Cuijk. Onder een beeld wordt hier verstaan elk driedimensionaal kunstwerk in de openbare ruimte van de Nederlandse gemeente Cuijk, waarbij beeld wordt gebruikt als verzamelbegrip voor sculpturen, standbeelden, installaties, gedenktekens en overige beeldhouwwerken.
Voor een volledig overzicht van de beschikbare afbeeldingen zie: Beelden in Cuijk op Wikimedia Commons.
| Geplaatst | Omschrijving                                                                 | Kunstenaar                                                                     | Straat                                                                                   | Plaats      | Materiaal                           | Afbeelding |
| --------- | ---------------------------------------------------------------------------- | ------------------------------------------------------------------------------ | ---------------------------------------------------------------------------------------- | ----------- | ----------------------------------- | ---------- |
| 1644      | 3 heiligenbeeldjes                                                           | onbekend                                                                       | Kloosterlaan (in de toegangspoort van het kruisherenklooster)                            | Sint Agatha |                                     |            |
| 1853      | Jan van Cuijk                                                                | H. Smits                                                                       | Maasstraat (bij het viaduct) (niet meer aanwezig)                                        | Cuijk       | zandsteen                           |            |
| 1887      | Lourdesgrot                                                                  | architect Hendriks uit Oss                                                     | Mariagaarde (in de tuin van de Sint Martinuskerk)                                        | Katwijk     |                                     |            |
| 1887-1900 | Sint Aloysius Gonzaga                                                        | onbekend                                                                       | Grotestraat (op de voorgevel van het fraterhuis Aloysius)                                | Cuijk       | steen                               |            |
| 1898      | Calvariegroep, Sint Petrus en Sint Elisabeth                                 | onbekend                                                                       | Kerkstraat (in de kapel op het kerkhof van de Sint Martinuskerk)                         | Cuijk       |                                     |            |
| 1898      | 2 engelenbeelden                                                             | onbekend                                                                       | Kerkstraat (in de kapel op het kerkhof van de Sint Martinuskerk)                         | Cuijk       | Frans kalksteen                     |            |
| 1899      | Heilige Nicolaas                                                             | onbekend                                                                       | Kerkstraat (op de voorgevel van de Sint Nicolaaskerk)                                    | Haps        |                                     |            |
| 1906      | reliëf met het wapen van de Kruisheren                                       | onbekend                                                                       | Kloosterlaan (op de gevel van het kruisherenklooster)                                    | Sint Agatha |                                     |            |
| 1913      | Heilige Martinus                                                             | toegeschreven aan Hendrik van der Geld                                         | Kerkstraat (op de voorgevel van de Sint Martinuskerk)                                    | Cuijk       |                                     |            |
| 1913      | reliëfs van Jezus en de Apostelen, de Heilige Martinus en de Heilige Familie | Hendrik van der Geld                                                           | Kerkstraat (op de voorgevel van de Sint Martinuskerk)                                    | Cuijk       |                                     |            |
| 1915      | wapen van de voormalige gemeente Beers                                       | onbekend                                                                       | Grotestraat (op de voorgevel van het voormalige raadhuis)                                | Beers       |                                     |            |
| 1918      | Piëta                                                                        | Caspar Franssen                                                                | Kerkeveld (op de begraafplaats achter de Sint Lambertuskerk)                             | Beers       |                                     |            |
| 1919      | Heilig Hartbeeld                                                             | Atelier Van Bokhoven en Jonkers                                                | Kerkpleintje (voor de Sint Lambertuskerk)                                                | Linden      |                                     |            |
| 1919      | Heilig Hartbeeld                                                             | Atelier Cuypers                                                                | hoek Kloosterlaan-Gildestraat                                                            | Sint Agatha | steen                               |            |
| 1922      | Heilig Hartbeeld                                                             | Jan Custers                                                                    | Kerkeveld (voor de Sint Lambertuskerk)                                                   | Beers       |                                     |            |
| 1927      | Heilig Hartbeeld                                                             | Aloïs De Beule                                                                 | Grotestraat / Maasstraat                                                                 | Cuijk       |                                     |            |
| 1933      | Calvariegroep                                                                | Caspar Franssen                                                                | Kerkeveld (tegen de zuidelijke transeptfaçade van de Sint Lambertuskerk)                 | Beers       |                                     |            |
| ca. 1945  | Onze Lieve Vrouw Koningin van de Vrede                                       | Niel Steenbergen                                                               | De Heuf (in de kapel bij de toegangspoort van landgoed De Hiersenhof                     | Beers       | steen                               |            |
| 1946      | Monument voor Nederlandse Militairen                                         | A.M. van Breugel                                                               | Everdineweerd                                                                            | Katwijk     | zandsteen                           |            |
| 1948      | Kruisweg (14 staties)                                                        | Peter Roovers                                                                  | Mariagaarde (tuin rond de Sint Martinuskerk)                                             | Katwijk     | terracotta                          |            |
| 1949      | Mariamonument 1940-1945                                                      | Theo Smits                                                                     | Mariaplein (plantsoen)                                                                   | Cuijk       | zandsteen                           |            |
| 1950      | Monument Beerse Overlaat                                                     | Peter Roovers                                                                  | Provinciale weg                                                                          | Beers       |                                     |            |
| 1952      | Heilige Aloysius                                                             | Gerard Bruning                                                                 | Kaneelstraat (op de gevel van de peuterspeelzaal)                                        | Cuijk       | zandsteen                           |            |
| 1956      | Meisje met diabolo                                                           | Gerard Bruning                                                                 | Aleidestraat / Jan van Cuijkstraat (plantsoen)                                           | Cuijk       | brons                               |            |
| 1956      | Monument 10 mei 1940 of Monument Stoottroepen (Barmhartige Samaritaan)       | Leonardus Antonius Maria Goossens (ontwerp)                                    | Stationsplein                                                                            | Cuijk       | zandsteen                           |            |
| 1958      | Exporum Stier                                                                | Charles Timmer                                                                 | Hapsebaan/Heerstraat (kruispunt) op de Maasoever                                         | Cuijk       | plaatstaal                          |            |
| 1959-1960 | Overpeinzing                                                                 | Wilna Haffmans                                                                 | Deken vd Ackerhof / Grotestraat (plantsoen Maartenshof)                                  | Cuijk       | zandsteen                           |            |
| 1960      | Bartje, Stier                                                                | Gerard Bruning                                                                 | kruising Beersebaan en Parkzicht in De Valuwe                                            | Cuijk       | brons                               |            |
| 1965      | Europa op stier                                                              | Gerard Bruning                                                                 | Den Oeiep (plantsoen)                                                                    | Cuijk       | brons                               |            |
| 1968      | Ruiter met paard                                                             | Paul de Swaaf                                                                  | Robijnlaan (voor het Merletcollege)                                                      | Cuijk       | baksteen                            |            |
| 1969      | gevelplastiek                                                                | E. Boot                                                                        | De Valuwe / Leeuwengrootstede (op het flatgebouw)                                        | Cuijk       | keramiek                            |            |
| 1971      | Zeemeermin                                                                   | Wilna Haffmans                                                                 | Sint Annastraat (voor het zwembad)                                                       | Cuijk       | brons                               |            |
| 1973      | Vogelhuis                                                                    | Gerard Bruning                                                                 | Jan van Cuijkstraat (voor vormingscentrum ROC)                                           | Cuijk       | steen                               |            |
| 1974      | De Zevensprong                                                               | Gerard Bruning                                                                 | Dassenburcht (voor de basisschool)                                                       | Cuijk       | brons                               |            |
| 1974      | stier                                                                        | Hanny Goossens-van Lieshout                                                    | Dr Moonsweg (plantsoen bij de ingang van het Museum Veeteelt en Kunstmatige Inseminatie) | Beers       | keramiek                            |            |
| 1980      | De geest van het hof                                                         | Mathew Filipowski                                                              | Deken vd Ackerhof (voor de Maartenshof)                                                  | Cuijk       | plaatstaal                          |            |
| 1981      | onbekend (zuil, fontein en dijkcoupure)                                      | Marius van Beek                                                                | Oude Werf                                                                                | Cuijk       | divers                              |            |
| 1983      | Bulat                                                                        | Sias Fanoembi                                                                  | Berkenkamp (naast Speelzaal/Dorpshuis 't Akkertje)                                       | Vianen      | brons met hardsteen                 |            |
| 1984      | Fille à fil                                                                  | Wilna Haffmans                                                                 | Jan van Cuijkstraat / Hof van Cuijk (wooncomplex)                                        | Cuijk       | brons                               |            |
| 1985      | Monument voor de Cuijkse Joden                                               | A.A. Hermans                                                                   | Maasveld (in de muur van de voormalige synagoge)                                         | Cuijk       | zandsteen                           |            |
| 1986      | Koorddanser                                                                  | Wilna Haffmans                                                                 | Deken vd Ackerhof (in de tuin van de Maartenshof, aan de Maaszijde)                      | Cuijk       | brons                               |            |
| 1987      | Lotusbloem                                                                   | Pieter Kortekaas                                                               | hoek Grotestraat-Maasveld (op de parkeerplaats)                                          | Cuijk       | brons                               |            |
| 1987      | zuil met dieren                                                              | Joop Utens                                                                     | Dr Moonsweg (plantsoen bij de ingang van het Museum Veeteelt en Kunstmatige Inseminatie) | Beers       |                                     |            |
| 1991      | Kind-in-grote-mensen-kleren                                                  | Niek van Leest                                                                 | Burgemeester van den Braakplein                                                          | Beers       | brons                               |            |
| 1993      | monument ter nagedachtenis aan de opheffing van de gemeente Beers            | onbekend                                                                       | Burgemeester van den Braakplein                                                          | Beers       |                                     |            |
| 1997      | zonder titel                                                                 | Sias Fanoembi                                                                  | Kerkstraat (op de voormalige Protestantse begraafplaats naast de kerk)                   | Cuijk       | hardsteen en brons                  |            |
| 1997      | Duivin                                                                       | Wilna Haffmans                                                                 | Kerkstraat (op de voormalige Protestantse begraafplaats naast de kerk)                   | Cuijk       | brons                               |            |
| 1997      | beeldentuin (wisselende exposities)                                          | diverse kunstenaars                                                            | Kerkstraat (op de voormalige Protestantse begraafplaats naast de kerk)                   | Cuijk       |                                     |            |
| 1998      | Hof van Heden                                                                | Geert Schiks, Sias Fanoumbi, Wilna Haffmans, Paul de Swaaf en Gonny van de Ven | Heeswijkse Kampen                                                                        | Cuijk       | fontein met bronzen beelden         |            |
| 1999      | Haan, kippen en kuikens                                                      | Toon Grassens                                                                  | Kerkhuisstraat/Raadhuisplein                                                             | Haps        | brons                               |            |
| 2001      | Cruce et aratro                                                              | onbekend                                                                       | Zoetendaalstraat (nabij de kruising met de Sint Hubertseweg)                             | Haps        |                                     |            |
| 2004      | De Conversatie                                                               | Wim Klabbers                                                                   | Beersebaan (Maasboulevard)                                                               | Cuijk       | plaatstaal                          |            |
| 2008      | Jan van Cuijk (replica)                                                      | H. Smits                                                                       | Louis Jansenplein 1 (voor het gemeentehuis))                                             | Cuijk       | brons                               |            |
| 2008      | Revita                                                                       | ... Verheijen                                                                  | De Valuwe (bij de basisschool)                                                           | Cuijk       | brons                               |            |
| 2009      | Twinning Link Teken Maldon/Cuijk                                             | Berry Hermans                                                                  | Jan van Cuijkstraat / Aleidestraat (plantsoen)                                           | Cuijk       | staal                               |            |
| 2010      | Ommezwaai                                                                    | Camille Meeussen                                                               | rotonde Beersebaan/Sint Annastraat                                                       | Cuijk       | polyester met titaniumkleur coating |            |
| 2010      | Merletten octet                                                              | Nicolas Dings                                                                  | rotonde Hapsebaan/Jan van Cuijkstraat                                                    | Cuijk       | roestvrij staal en kunststof        |            |
| 2010      | gedenkplaat 800 jaar kruisherenklooster                                      | onbekend                                                                       | Kloosterlaan (op de muur bij de kloostertuinen van het kruisherenklooster)               | Sint Agatha |                                     |            |
| 2011      | Nesteldrang                                                                  | Wilna Haffmans                                                                 | Kerkstraat (in de tuin van de Sint Martinuskerk)                                         | Cuijk       | brons                               |            |
|           | Heilige Lambertus                                                            | onbekend                                                                       | Grotestraat (op de voorgevel van de pastorie)                                            | Beers       |                                     |            |
|           | Madonna met kind                                                             | onbekend                                                                       | hoek Heikantseweg-Kuilen                                                                 | Sint Agatha |                                     |            |
|           | Lezend kind                                                                  | onbekend                                                                       | Kaneelstraat/Fraterstraat (in de tuin van de peuterspeelzaal)                            | Cuijk       | zandsteen                           |            |
|           | Leeuw op zuil                                                                | Jac Maris                                                                      | gemeentewerf (tijdelijk)                                                                 | Cuijk       | steen                               |            |
|           | De Bremer stadmuzikanten                                                     | Gerard Bruning                                                                 | Mariagaarde (op de gevel van de voormalige school)                                       | Katwijk     | zandsteen                           |            |
|           | Helpende hand                                                                | Ruud Schrijvershof                                                             | Kerkstraat (voor de oude school)                                                         | Linden      | zandsteen                           |            |
|           | 150 Jaar Liefdezusters                                                       | onbekend                                                                       | Deken vd Ackerhof (voor de Maartenshof)                                                  | Cuijk       | brons                               |            |
|           | Jongen met poncho                                                            | Paul de Swaaf                                                                  | Valuweplein (plantsoen)                                                                  | Cuijk       | hardsteen                           |            |
|           | Liggende vrouw                                                               | Gerard Bruning                                                                 | Heikantseweg (op het talud bij het watertje)                                             | Sint Agatha | brons                               |            |
|           | Levensboom                                                                   | Wilna Haffmans                                                                 | De Valuwe (bij de basisschool)                                                           | Cuijk       |                                     |            |
|           | zonder titel                                                                 | Sias Fanoembi                                                                  | Akkerweg/Berkenkamp (plantsoen bij Speelzaal/Dorpshuis 't Akkertje)                      | Vianen      | brons                               |            |
|           | zonder titel                                                                 | onbekend                                                                       | Akkerweg (voor Speelzaal/Dorpshuis 't Akkertje)                                          | Vianen      |                                     |            |
|           | Heilig Hartbeeld                                                             |                                                                                | Kerkstraat/Beerseweg                                                                     | Haps        |                                     |            |
|           | reliëf van Maria met het kind Jezus                                          | onbekend                                                                       | Kerkstraat (op de wand van de Rooms katholieke pastorie)                                 | Cuijk       |                                     |            |
|           | 2 portretten                                                                 | onbekend                                                                       | Castellum (op de achterzijde van de Sint Martinuskerk, bij de ingang van Museum Ceuclum) | Cuijk       |                                     |            |
|           | 7 reliëfs                                                                    |                                                                                | Kerkstraat/Beerseweg                                                                     | Haps        |                                     |            |
|           | Piëta                                                                        |                                                                                | Kerkstraat (op het kerkhof achter de Sint Nicolaaskerk)                                  | Haps        |                                     |            |
|           | Christus aan het kruis                                                       |                                                                                | Kerkstraat (op het kerkhof achter de Sint Nicolaaskerk)                                  | Haps        |                                     |            |
|           | gemeentewapen voormalige gemeente Haps                                       |                                                                                | Beerseweg (op de gevel van de voormalige ambtswoning)                                    | Haps        |                                     |            |
|           | Christusbeeld                                                                |                                                                                | Kerkeveld (op het kerkhof achter de Sint Lambertuskerk)                                  | Beers       |                                     |            |
|           | Heilige Martinus                                                             |                                                                                | Mariagaarde (in het park achter de Sint Martinuskerk)                                    | Katwijk     |                                     |            |